# Lincoln (Arkansas)
Pour les articles homonymes, voir Lincoln.
Lincoln est une municipalité américaine située dans le comté de Washington en Arkansas.

## Géographie
Lincoln est située dans le nord-ouest de l'Arkansas, à une trentaine de kilomètres au sud-ouest de Fayetteville. Elle est traversée par l'U.S. Route 62.
Selon le Bureau du recensement des États-Unis, la municipalité s'étend sur 2,77 milles carrés (7,17 km2), dont 0,03 mille carré (0,08 km2) d'étendues d'eau.
À partir de 1884, elle se trouve dans le township de Starr Hill qui sera renommé Lincoln. Elle est aujourd'hui l'une des cinq municipalités de l'Arkansas dont le territoire coïncide avec celui d'un township du même nom.

## Histoire

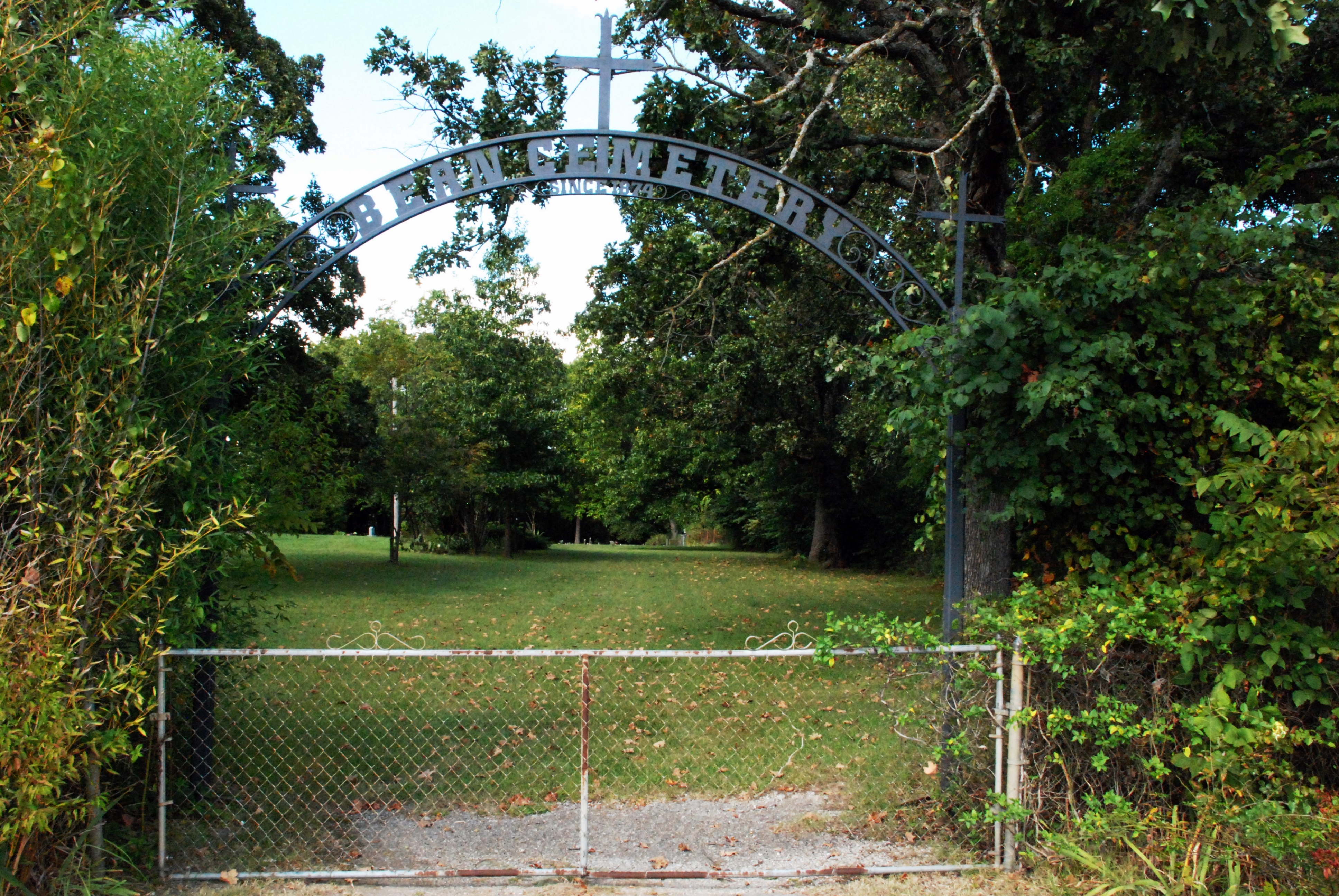
Le cimetière Bean, monument historique local.

De premiers colons s'installent sur les terres de l'actuelle Lincoln à la fin des années 1820. La localité porte un temps le nom de Blackjack. En 1884, Joseph L. Carter y ouvre un bureau de poste ; il souhaite l'appeler Georgetown mais Georgetown (Arkansas) existe déjà. Il choisit alors le toponyme Lincoln en ayant vu le nom sur des marchandises ou, plus probablement, en référence à Abraham Lincoln.
Lincoln se développe grâce à l'arrivée de l'Ozark and Cherokee Central Railroad en 1902 et à la culture des pommes. Elle devient une municipalité en novembre 1907.
Le cimetière Bean, situé à l'est de la ville, comprend environ 250 tombes accolées à l'ancienne église de la Christian Methodist Episcopal Church (en) aujourd'hui détruite. Sa plus ancienne tombe date de 1874. De nombreuses tombes sont celles d'esclaves ayant participé à la construction du chemin de fer traversant la ville. En raison de son importance pour la communauté afro-américaine locale, le cimetière est inscrit au registre national des lieux historiques depuis 1994.

## Démographie
Lors du recensement de 2010, Lincoln compte 2 249 habitants.
Selon l'American Community Survey de 2018, la population de Lincoln est très majoritairement blanche (90 %). Elle comporte une importante minorité hispanique parlant l'espagnol à la maison (plus de 4 %) et une petite minorité afro-américaine (1 %). Son taux de pauvreté de 33,6 % est largement supérieur à la moyenne nationale.
| 1910 | 1920 | 1930 | 1940 | 1950 | 1960 |
| ---- | ---- | ---- | ---- | ---- | ---- |
| 292  | 534  | 687  | 720  | 771  | 820  |

| 1970  | 1980  | 1990  | 2000  | 2010  | - |
| ----- | ----- | ----- | ----- | ----- | - |
| 1 023 | 1 422 | 1 460 | 1 752 | 2 249 | - |